# William & Kate
William & Kate é um telefilme norte-americano biográfico sobre o relacionamento do Príncipe William de Gales com Kate Middleton, realizado por Mark Rosman com guião de Nancey Silvers.
Produzido pela Lifetime, o filme foi maioritariamente gravado em Los Angeles, com algumas tomadas no Reino Unido, sendo lançado a 18 de abril de 2011, cerca de uma semana antes do casamento Real, pela mesma estação de televisão.
Kate Middleton é protagonizada por Camilla Luddington, atriz britânica, enquanto que o papel de William coube a Nico Evers-Swindell, ator nascido na Nova Zelândia.

## Personagens
- Camilla Luddington  –  Kate Middleton
- Nico Evers-Swindell  –  Princípe William
- Ben Cross  –  Carlos, Príncipe de Gales
- Serena Scott Thomas  –  Carole Middleton
- Calvin Goldspink  –  James Middleton
- Mary Elise Hayden  –  Pippa Middleton
- Richard Reid  –  Derek Rogers
- Trilby Glover  –  Margaret Hemmings-Wellington
- Victoria Tennant  –  Celia
- Justin Hanlon  –  Princípe Harry
- Christopher Cousins  –  Mike Middleton
- Samantha Whittaker  –  Olivia Martin
- Jonathan Patrick Moore  –  Ian Musgrave
- Louise Linton  –  Vanessa Rose Bellows
- Theo Cross  –  Trevor
- Stephen Marsh  –  Professor Durham

## Recepção
O filme tem sido criticado por usar atores americanos, por algumas das suas imagens e por ser maioritariamente filmado nos Estados Unidos.O Daily Mail criticou o filme usando a frase "We are a little amused: U.S. network airs first trailer of cheesy TV movie about Prince William and Kate Middleton".

## Sequência
Uma sequência está sendo escrita, após uma boa recepção por parte dos telespectadores, que esperam a continuação do primeiro filme, que terminou com o pedido de noivado no Quénia. Apesar de não estar inicialmente planejada, depois dos milhares de pedidos de fãs de todo o mundo, a produção disse que "Não tivemos outra hipótese senão trazer ao mundo outra montanha-russa de drama, paixão e amor entre Kate e William.".[carece de fontes?]